# Ю Вон Чхоль
Ю Вончхо́ль (кор. 劉源哲, 유원철, 20 липня 1984) — південнокорейський гімнаст, олімпійський медаліст.

## Виступи на Олімпіадах
| Олімпіада   | Дисципліна       | Місце             |
| ----------- | ---------------- | ----------------- |
| Пекін 2008  | абсолютний залік | 85 (кваліфікація) |
| Пекін 2008  | командний залік  | 5                 |
| Пекін 2008  | паралельні бруси | 2                 |
| Пекін 2008  | кільця           | 11 (кваліфікація) |
| Лондон 2016 | командний залік  | 10                |